# Mallodonhoplus
Mallodonhoplus is een kevergeslacht uit de familie van de boktorren (Cerambycidae). De wetenschappelijke naam van het geslacht werd voor het eerst geldig gepubliceerd in 1861 door Thomson.

## Soorten
Mallodonhoplus is monotypisch en omvat slechts de volgende soort:
- Mallodonhoplus nobilis Thomson, 1861